# سفارة إسرائيل في الفلبين
سفارة إسرائيل في الفلبين هي أرفع تمثيل دبلوماسي لدولة إسرائيل لدى الفلبين. تقع السفارة في مانيلا وهي تهدف لتعزيز المصالح الإسرائيلية في الفلبين.

## وصلات خارجية
- الموقع الرسمي
- قائمة سفارات إسرائيل
- قائمة السفارات في الفلبين